# Opetiopalpus scutellaris
Opetiopalpus scutellaris är en skalbaggsart som först beskrevs av Georg Wolfgang Franz Panzer 1797.  Opetiopalpus scutellaris ingår i släktet Opetiopalpus, och familjen brokbaggar. Arten har ej påträffats i Sverige.